# Gewölbte Kopfschildschnecke

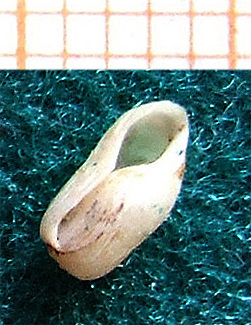
Retusa truncatula, Sylt, Wattseite

Die Gewölbte Kopfschildschnecke (Retusa obtusa) aus der Ordnung der Kopfschildschnecken (Cephalaspidea) und der Familie Retusidae kennt man auch unter dem Namen Retusa. Andere Arten in der Gattung Retusa sind die Retusa truncatula und Retusa umbilicata.

## Verbreitung
Man findet die Art im Mittelmeer, im Atlantik, im Ärmelkanal, in der Nordsee und der westlichen Ostsee. Dort lebt sie vor allem in Sand- und Schlickböden, in denen sie sich dicht unter der Oberfläche durch das Sediment gräbt.

## Merkmale
Die weiße bis cremefarbene Gewölbte Kopfschildschnecke hat ein walzenförmiges Gehäuse und eine lange und schlitzförmige Mündung, die im unteren Bereich erweitert ist. Außerdem ist es auffällig, dass die Außenlippe fast die Gehäusespitze erreicht und ältere Umgänge deutlich, wenn auch wenig, zu sehen sind. Die Schnecke erreicht eine Höhe von einem Zentimeter.

## Lebenszyklus
Die Gewölbte Kopfschildschnecke kann etwa ein Jahr alt werden. Sie ist zunächst Männchen und sodann Weibchen (protandrischer Hermaphroditismus) mit innerer Befruchtung. Die Begattung findet im Herbst statt. Die Eier reifen im Muttertier im Spätherbst und Winter heran und werden durch die im Receptaculum seminis gespeicherten Spermien der Sexualpartner befruchtet. Die Eier werden bis zum Frühling abgelegt. Bei Untersuchungen in Barry (Wales) wurden durchschnittlich 33 Eier pro Muttertier gezählt, abgelegt in 1 bis 4 Gelegen. Die Entwicklung ist direkt, so dass aus den Eikapseln fertige Schnecken ohne vorheriges schwimmendes Larvenstadium schlüpfen.

## Nahrung
Die Art ernährt sich von Aas, Pflanzenresten und Wattschnecken (Hydrobia ulvae), die vollständig verschlungen werden.